# Macronemurus elegantulus
Macronemurus elegantulus là một loài côn trùng trong họ Myrmeleontidae thuộc bộ Neuroptera. Loài này được McLachlan miêu tả năm 1898.